# Spytihněv (okres Zlín)
Spytihněv (slováckým nářečím Spytinov, německy Spitinau) je obec v okrese Zlín ve Zlínském kraji, 8 km jižně od Otrokovic na pravém břehu řeky Moravy v údolí Dolnomoravského úvalu. Žije zde přibližně 1 700 obyvatel.

## Historie
Za zakladatele obce je považován kníže Břetislav I. Postaral se o obnovu tehdy zničených kostelů, o opravu hradeb starých měst a hradů a o založení nových měst jako byla Spytihněv a Opava, která byla obehnána pevnou zdí. Účelem byla obrana hranic proti útokům Uhrů a Poláků. Název města Spytihněv byl dán podle nejstaršího syna knížete Břetislava I. Spytihněva II. První ověřená písemná zmínka o obci pochází z roku 1131 (poslední výzkumy ukazují spíše na rok 1141). Jedná se o výpis majetku moravské církve, u příležitosti přenesení katedrálního kostela v Olomouci od sv. Petra k sv. Václavu.
V roce 1951 byla na řece Moravě vybudována malá vodní elektrárna

## Pamětihodnosti
- Kostel Nanebevzetí Panny Marie, barokní stavba z let 1681–1712. Oltářní obraz namaloval Ignác Raab. Věž je vysoká 20 metrů.
- Ščěpy-Hradištěk, archeologická lokalita na levém břehu Moravy z 10. a 11. století. Dochoval se asi 160 metrů dlouhý val. V korytě Moravy archeologové v roce 2012 našli zbytky původního kostela.[4]
- Boží muka z 2. poloviny 18. století u hlavní silnice v jižní části obce

## Doprava
Obcí prochází železniční trať Přerov–Břeclav a silnice I/55. Do roku 2026 má být vybudována dálnice D55. V roce 1938 byla postavena plavební komora na Baťově kanále, roku 2012 pak přístaviště. Prochází tudy cyklotrasa Moravská stezka.

## Obyvatelstvo
Dle sčítání lidu v roce 2011 žilo v obci 1 655 obyvatel, z nichž 854 (51,6 %) se hlásilo k české národnosti, 328 (19,8 %) k moravské, a 10 ke slovenské. 388 obyvatel (23,4 %) svou národnost neuvedlo.
V roce 2011 se 559 (33,8 %) obyvatel Spytihněvi označilo za věřící. 400 (24,2 %) obyvatel se hlásilo k Římskokatolické církvi a 5 k Českobratrské církvi evangelické. 406 (24,5 %) obyvatel se označilo jako bez náboženské víry a 689 (41,6 %) na otázku víry neodpovědělo. Spytihněvská farnost s kostelem Nanebevzetí Panny Marie je součástí zlínského děkanátu.

## Osobnosti
- Rudolf Kučera (* 1940), fotbalista
- Vratislav Varmuža (* 1934), výtvarník, sochař a pedagog
- Jaroslav Zaorálek (1896–1947), překladatel

## Galerie

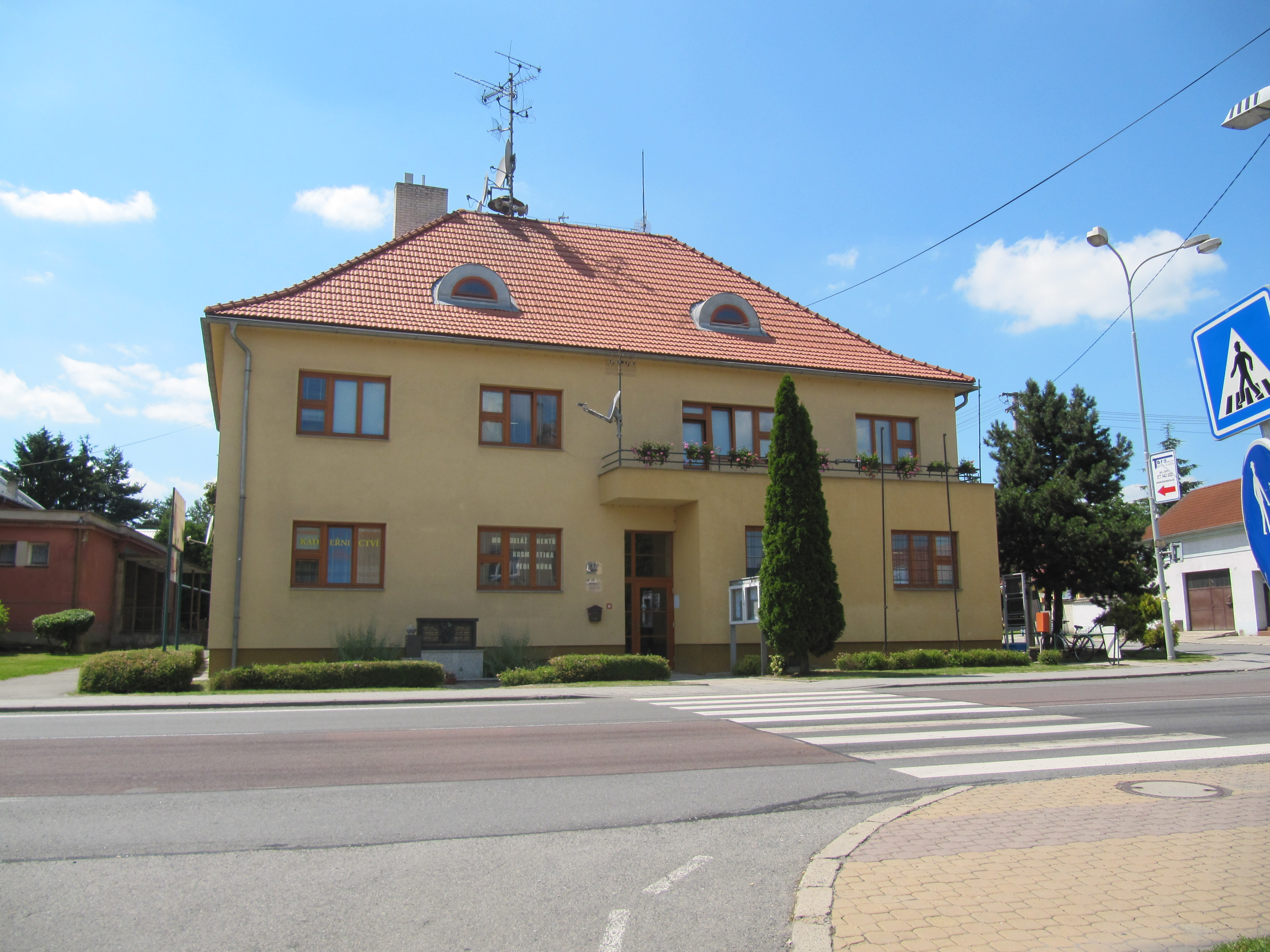
Obecní úřad
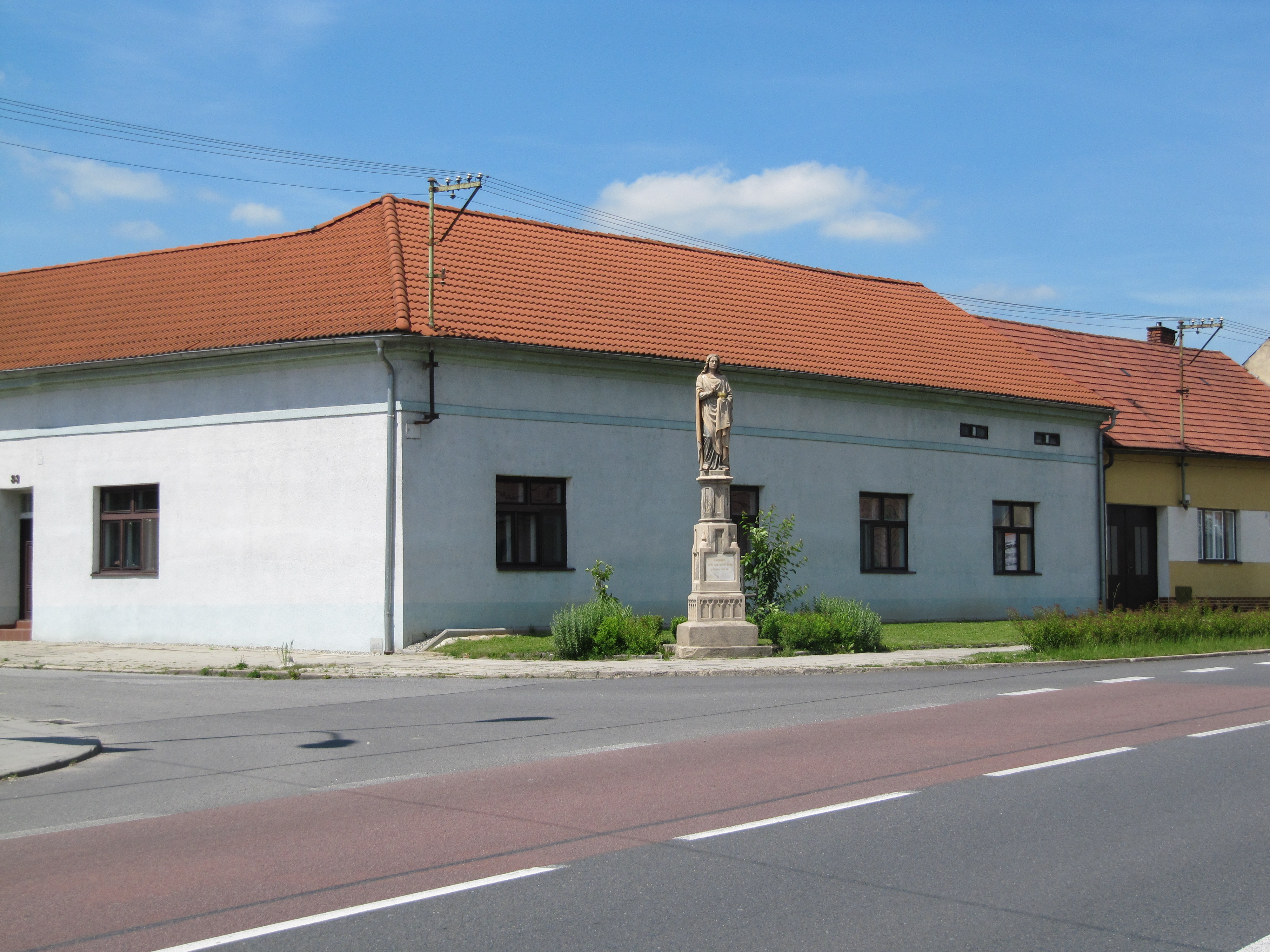
Socha svatého Jana Evangelisty na hlavní křižovatce
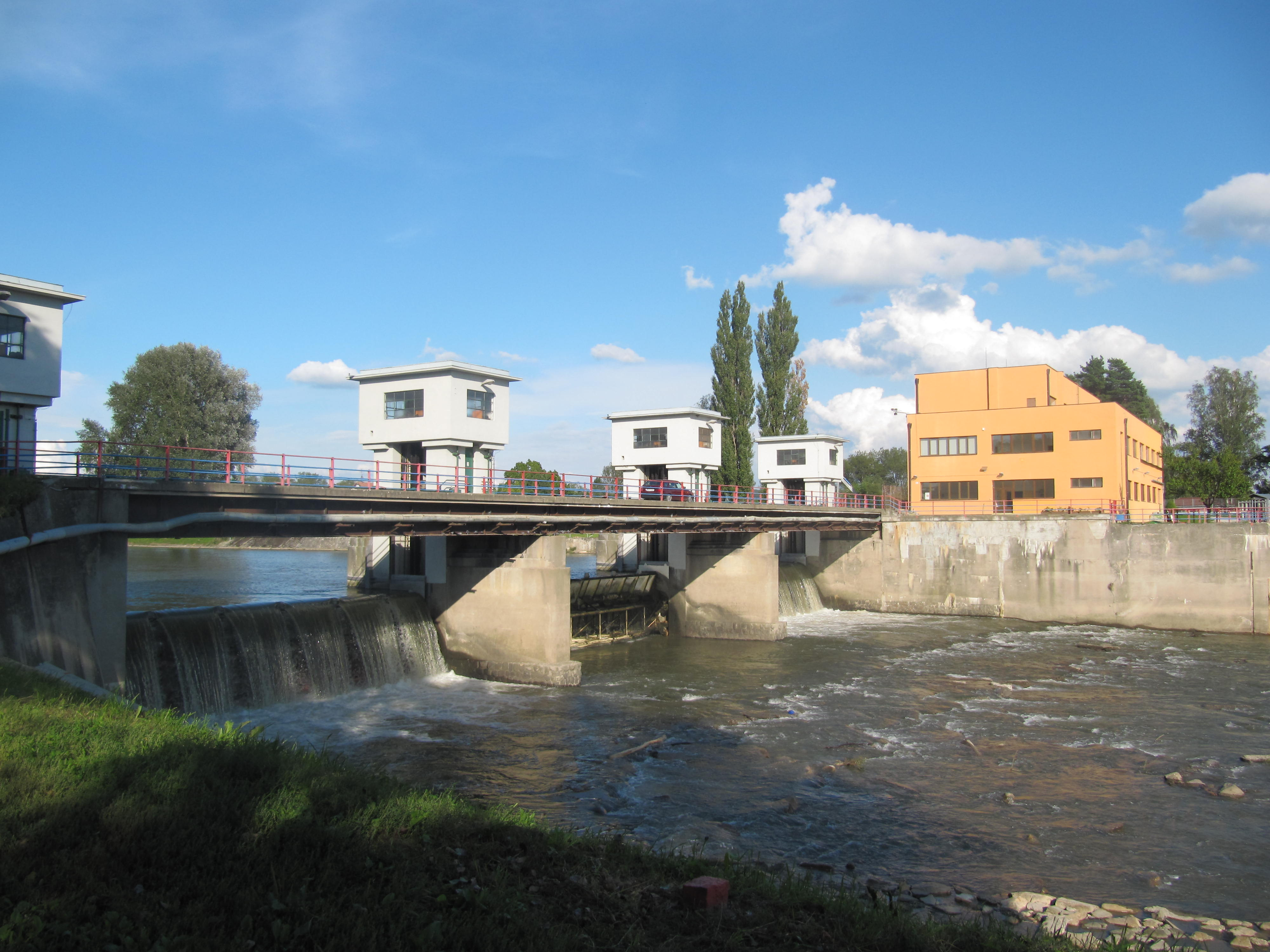
Jez na řece Moravě
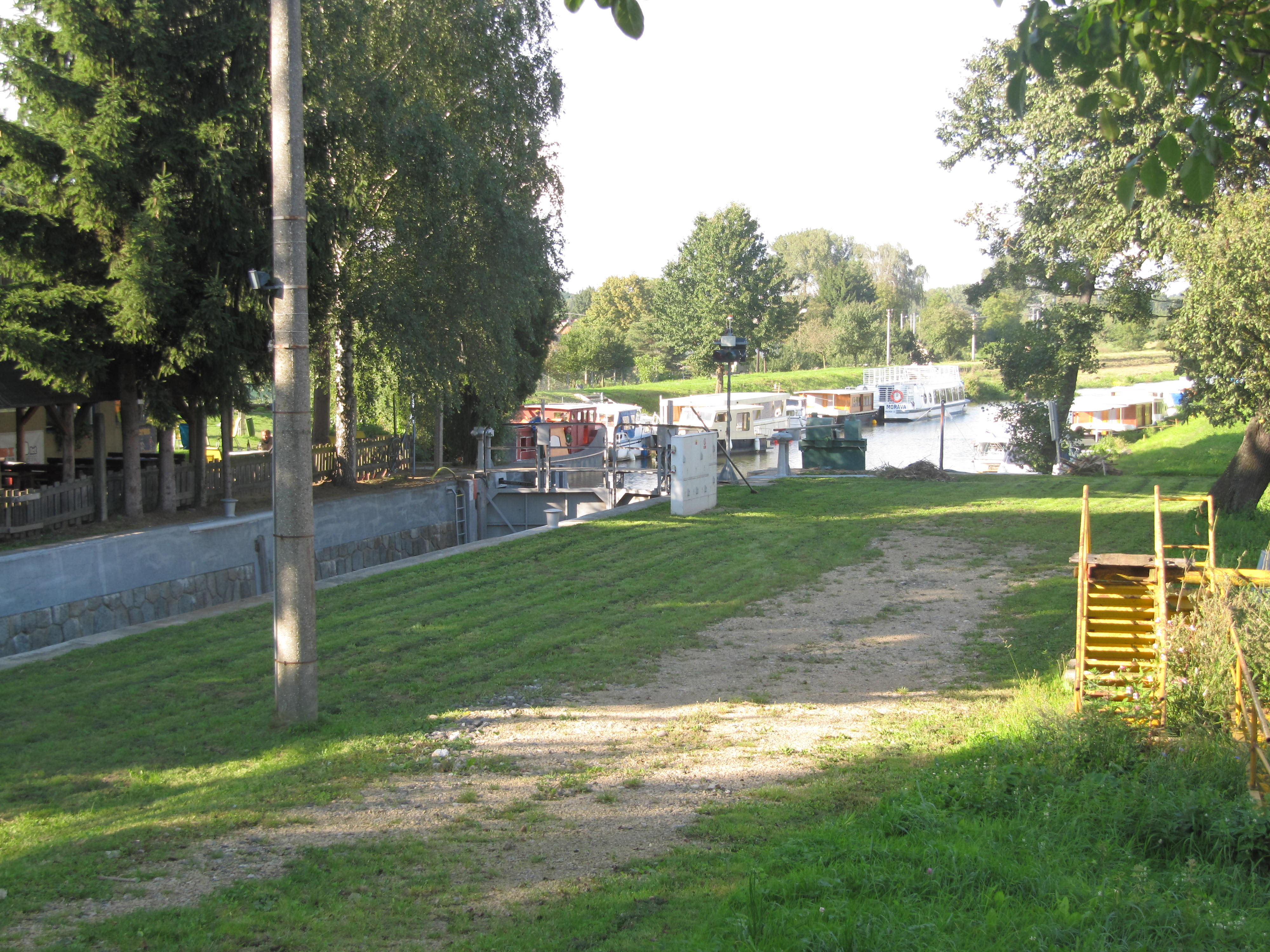
Přístaviště na Baťově kanále